# 신복환승센터
신복환승센터는 울산광역시 남구에 위치한 고속·시외버스정류장이다.
신복터미널 또는 신복정류소, 신복매표소라는 명칭을 사용하고 있으며, 울산광역시에서는 신복로터리 환승센터라고 칭한다. 보통은 신복시외버스터미널이라는 명칭으로 불린다. 1970~80년대 울산에 시외버스가 본격적으로 운행되기 시작하면서 설치된 것으로 알려지고 있다. 고속버스도 정차하고 있기 때문에 터미널 번호가 부여되고 있으며 고속버스 전산망상의 터미널 번호는 716이다. 울산고속버스터미널과 전혀 다른 별개 사업자가 매표소를 운영하기 때문에 여기서 예매한 승차권을 울산고속버스터미널에서 환불하거나 울산고속버스터미널에서 예매한 승차권을 여기서 환불할 수 없다. 현재 15개 운행회사에서 16개 노선을 164회 운행하고 있으며 2014년 기준 하루 평균 500여명, 주말에는 1500명 이상이 이용하고 있다.

## 역사
1970~1980년대에 설치된 후 지금까지 운영되고 있다. 2000년 12월 26일에 신복로터리 고가차도 신설공사로 인해 삼호중학교 근처 시내버스정류장으로 임시 이전하여 운영되었다. 그러다 신복로터리 고가차도가 완공되면서 2005년 4월 15일부터 다시 본래 자리로 되돌아왔다.
2001년 1월 울산시외버스터미널을 운영하고 있는 ㈜울산정류장에서 이 정류소에 대한 폐쇄를 요청한 적이 있으나, 시민들의 반대로 흐지부지되었다. 2014년에는 이용객의 편의를 위해 남구청에서 공공화장실을 설치하기로 했다. 2019년 7월 1일 승차대기실이 개장하였다.

## 운행 노선

### 고속버스
울산고속버스터미널에서 출발하는 모든 고속버스 노선은 이 곳을 경유하고 있다.
- 서울경부 (일부 낙동강휴게소 경유)
- 광주광역시 (유스퀘어) (일부 섬진강휴게소 경유)
- 전주

### 시외버스
울산시외버스터미널에서 출발하는 시외버스 노선 중 고속도로를 이용하는 대부분의 노선이 이 곳을 경유하고 있다. 인천국제공항으로 운행하는 노선은 이 곳에서 정차하지 않기 때문에 이용할 수 없다. 아래 시간표는 울산시외버스터미널 기준이며, 울산시외버스터미널에서 출발 후 약 10~15분 뒤에 이 곳을 경유한다.
- 2018년 6월 11일 부로 신갈, 용인 방면 노선 운행이 중단되었다.

| 운행 노선     | 운행업체                          | 운행구간 | 운행구간 | 운행구간 | 경유지                                                                         | 배차 간격 (분) | 시간표 (울산 기준)                                                   |
| ------------- | --------------------------------- | -------- | -------- | -------- | ------------------------------------------------------------------------------ | -------------- | -------------------------------------------------------------------- |
| 신복 ↔ 경산   | 금아여행                          | 신복     | ↔        | 경산     | 진량, 영남대                                                                   | 30~50          | 첫차:06:30(울산 기준) 막차:20:00(울산 기준)                          |
| 신복 ↔ 경주   | 금아리무진                        | 신복     | ↔        | 경주     | 무정차                                                                         | 30~40          | 첫차:06:35(울산 기준) 막차:20:30(울산 기준)                          |
| 신복 ↔ 고양   | 대원고속                          | 신복     | ↔        | 고양     | 의정부                                                                         | 2회            | 09:00, 16:10                                                         |
| 신복 ↔ 구미   | 코리아와이드경북 코리아와이드진안 | 신복     | ↔        | 구미     | 복지, 공단                                                                     | 10회           | 07:10, 08:00, 08:50, 10:00, 12:40, 14:20, 15:10, 15:50, 18:10, 19:10 |
| 신복 ↔ 김해   | 경남고속                          | 신복     | ↔        | 김해     | 양산                                                                           | 30~40          | 첫차:06:20(울산 기준) 막차:21:50(울산 기준)                          |
| 신복 ↔ 대구대 | 금아리무진                        | 신복     | ↔        | 대구대   | 경주, 하양                                                                     | 30~40          | 첫차:06:35(울산 기준) 막차:20:30(울산 기준)                          |
| 신복 ↔ 동대구 | 해운대고속                        | 신복     | ↔        | 동대구   | 용계                                                                           | 25~30          | 첫차:06:00(울산 기준) 막차:23:00(울산 기준)                          |
| 신복 ↔ 동서울 | 경남고속                          | 신복     | ↔        | 동서울   | 무정차                                                                         | 40~50          | 첫차:06:00(울산 기준) 막차:01:10(울산 기준)                          |
| 신복 ↔ 마산   | 거제현대고속                      | 신복     | ↔        | 마산     | (양산)                                                                         | 30~40          | 첫차:06:00(울산 기준) 막차:23:30(울산 기준)                          |
| 신복 ↔ 목포   | 경남고속 광우고속                 | 신복     | ↔        | 목포     | 양산, 보성, 삼호                                                               | 2회            | 09:30, 15:30                                                         |
| 신복 ↔ 부천   | 경기고속 아성·천마고속            | 신복     | ↔        | 부천     | 오산, 수원, 서수원                                                             | 2회            | 07:40, 16:30                                                         |
| 신복 ↔ 서대구 | 금아리무진                        | 신복     | ↔        | 서대구   | 무정차                                                                         | 50~60          | 첫차:06:10(울산 기준) 막차:22:00(울산 기준)                          |
| 신복 ↔ 서수원 | 경기고속 아성·천마고속            | 신복     | ↔        | 서수원   | 오산, 수원                                                                     | 8회            | 07:40, 09:40, 11:40, 13:20, 14:40, 16:30, 18:20, 23:59               |
| 신복 ↔ 성남   | 코리아와이드경북 아성·천마고속    | 신복     | ↔        | 성남     | 무정차                                                                         | 8회            | 07:40, 09:10, 10:40, 12:10, 14:20, 15:40, 17:10, 18:30               |
| 신복 ↔ 순천   | 금호고속                          | 신복     | ↔        | 순천     | 광양                                                                           | 2회            | 08:30, 16:10                                                         |
| 신복 ↔ 안동   | 금아여행                          | 신복     | ↔        | 안동     | 경주                                                                           | 4회            | 07:30, 11:10, 15:00, 19:00                                           |
| 신복 ↔ 양산   | 경남고속                          | 신복     | ↔        | 양산     | 무정차                                                                         | 20~40          | 첫차:06:20(울산 기준) 막차:21:50(울산 기준)                          |
| 신복 ↔ 양산   | 거제현대고속                      | 신복     | ↔        | 양산     | 무정차                                                                         | 2회            | 22:20, 23:30                                                         |
| 신복 ↔ 여수   | 금호고속                          | 신복     | ↔        | 여수     | 동광양                                                                         | 2회            | 14:00, 19:10                                                         |
| 신복 ↔ 이천   | 대원고속                          | 신복     | ↔        | 이천     | 여주                                                                           | 1회            | 14:30                                                                |
| 신복 ↔ 인천   | 경기고속 아성·천마고속            | 신복     | ↔        | 인천     | 안산                                                                           | 8회            | 08:10, 10:00, 11:30, 13:10, 14:30, 16:20, 18:10, 23:50               |
| 신복 ↔ 점촌   | 코리아와이드경북 코리아와이드진안 | 신복     | ↔        | 점촌     | 복지, 공단, 구미, 고아, 선산, 낙동, 상주, 양정, 함창                           | 8회            | 08:00, 08:50, 10:00, 12:40, 14:20, 15:50, 18:10, 19:10               |
| 신복 ↔ 진주   | 경남고속                          | 신복     | ↔        | 진주     | 개양                                                                           | 5회            | 07:20, 11:40, 14:30, 16:00, 19:40                                    |
| 신복 ↔ 진주   | 경남고속                          | 신복     | ↔        | 진주     | 양산, 개양                                                                     | 50~60          | 첫차:06:30(울산 기준) 막차:18:40(울산 기준)                          |
| 신복 ↔ 제천   | 코리아와이드대성                  | 신복     | ↔        | 제천     | 영주                                                                           | 3회            | 08:10, 13:30, 18:40                                                  |
| 신복 ↔ 진해   | 경원여객                          | 신복     | ↔        | 진해     | 창원                                                                           | 2회            | 13:00, 17:00                                                         |
| 신복 ↔ 창원   | 경원여객 거제현대고속 신흥여객    | 신복     | ↔        | 창원     | 무정차                                                                         | 90             | 첫차:06:30(울산 기준) 막차:19:30(울산 기준)                          |
| 신복 ↔ 청도   | 경산버스                          | 신복     | ↔        | 청도     | 석남사, 얼음골, 남명, 송백, 금곡, 밀양, 유천                                   | 3회            | 12:20, 14:55, 18:30                                                  |
| 신복 ↔ 춘천   | 강원고속 금강고속 아성·천마고속   | 신복     | ↔        | 춘천     | 원주, 횡성, 홍천, 공근                                                         | 5회            | 08:20, 09:40, 11:40, 14:50, 16:30                                    |
| 신복 ↔ 청주   | 새서울고속                        | 신복     | ↔        | 청주     | 무정차                                                                         | 3회            | 08:38, 11:30, 15:50                                                  |
| 신복 ↔ 충주   | 코리아와이드진안                  | 신복     | ↔        | 충주     | 복지, 공단, 구미, 고아, 선산, 낙동, 상주, 양정, 함창, 점촌, 문경, 연풍, 수안보 | 4회            | 08:50, 10:00, 12:40, 15:50                                           |
| 신복 ↔ 통영   | 경남고속 경원여객                 | 신복     | ↔        | 통영     | 고현, 사곡삼거리                                                               | 6회            | 09:00, 11:00, 13:00, 15:00, 17:00, 19:00                             |

### 시내버스
언양 방면 직행좌석버스가 신복환승센터에 정차하고 있다.
| 노선 | 구간     | 구간 | 구간         | 구간 | 구간             | 경유지                                                                                    | 경유지                                                         | 비고 |
| ---- | -------- | ---- | ------------ | ---- | ---------------- | ----------------------------------------------------------------------------------------- | -------------------------------------------------------------- | ---- |
| 1703 | 태화강역 | ↔    | 울밀로       | ↔    | 우성시티뷰       | 시외고속터미널, 공업탑, 법원, 신복로터리, 범서읍행정복지센터                              | 울산역, 울산전시컨벤션센터                                     |      |
| 1713 | 태화강역 | ↔    | 울밀로       | ↔    | 석남사           | 시외고속터미널, 공업탑, 법원, 공원묘지입구, 신복로터리                                    | 언양임시터미널, 언양전화국, 면허시험장, 상북면주민센터, 궁근정 |      |
| 1723 | 태화강역 | ↔    | 울밀로       | ↔    | 신평버스터미널   | 시외고속터미널, 공업탑, 법원, 공원묘지입구, 신복로터리                                    | 언양임시터미널, 언양읍성, 교동리, 삼남중학교, 방기             |      |
| 1733 | 태화강역 | ↔    | 울산고속도로 | ↔    | 양우내안에아파트 | 시외고속터미널, 공업탑, 법원, 신복로터리                                                  | 구언양터미널, 언양중학교, 경남아너스빌                         |      |
| 5004 | 남창     | ↔    | 울밀로       | ↔    | 울산역           | 덕신, S-Oil, 덕하, 수암동주민센터, 공업탑, 법원, 문수경기장, 울산대학교, 신복로터리, 굴화 | 울산역                                                         |      |